# Naturwald Kraxenbach
Der Naturwald Kraxenbach ist ein Naturwald in den Chiemgauer Alpen, der sich über eine Fläche von etwa 1801 Hektar erstreckt. Er befindet sich in Ruhpolding und Schneizlreuth, beides Gemeinden in den oberbayerischen Landkreisen Traunstein und Berchtesgadener Land. Das Schutzgebiet liegt südlich des Ortes Ruhpolding. Ausgewiesen im Jahr 2020 zählt es zu den größten und bedeutendsten Schutzgebieten Bayerns.

## Geographische Lage
Das Schutzgebiet liegt an der deutsch-österreichischen Grenze in den Chiemgauer Alpen. In der Nähe des Naturwaldes befinden sich unter anderem die Orte Schneizlreuth, Inzell und Weißbach an der Alpenstraße. Der Naturwald ist Teil des FFH-Gebiets Östliche Chiemgauer Alpen sowie des Vogelschutzgebiets Naturschutzgebiet Östliche Chiemgauer Alpen. In der näheren Umgebung bzw. als Teil des Gebiets finden sich unter anderem die Berge Sonntagshorn (1961 m ü. NHN), Dürrnbachhorn (1776 m ü. NHN) und Prügelbergkopf (1202 m ü. NHN). Durch den Naturwald Kraxenbach fließen unter anderem die Gewässer Fischbach, welcher als rechter Oberlauf der Weißen Traun dient, vorderer Kraxenbach, mittlerer Kraxenbach und vorderer Steinbach.

## Schutzstatus und Geschichte
Abgesehen von notwendigen Maßnahmen des Waldschutzes und der Verkehrssicherung findet in Naturwaldreservaten und Naturwäldern keine Bewirtschaftung und keine Holzentnahme statt. Im Rahmen des Volksbegehren „Artenvielfalt & Naturschönheit in Bayern“ 2019 kündigte die Bayerische Staatsregierung an, 10 % des Staatswaldes aus der Nutzung zu nehmen. Als Teil dieser Maßnahme wurde dieser Wald als Schutzgebiet ausgewiesen. Bereits vor der Ausweisung als Naturwald waren Teile dieses Gebietes von den Bayerischen Staatsforsten als sogenannter Klasse-1-Wald aus der Nutzung genommen worden. Die Bayerische Staatsregierung wandelte anschließend dieses Gebiet in einen Naturwald um. Somit ist dieses Gebiet dauerhaft der natürlichen Waldentwicklung überlassen. Laut den Bayerischen Staatsforsten handelt es sich bei diesem Waldgebiet vor allem um einen Bergmischwald mit Fichte, Buche und Tanne sowie Edellaubhölzern.

## Naturwaldreservat und Naturschutzgebiet
Teil des Naturwaldes ist das Naturwaldreservat Fischbach. Das Gebiet wurde 1998 ausgewiesen und hat eine Größe von ca. 314 Hektar. Die Waldbestände im Naturwaldreservat sind mehr als 200 Jahre alt und wurden in dieser Zeit praktisch nicht mehr aktiv bewirtschaftet, mit Ausnahme gelegentlicher Entnahmen von Borkenkäfer befallenen Bäumen. Die Waldgesellschaften in dieser Region variieren und umfassen niedrig gelegene Aufichtenwälder, die früher beweidet wurden, sowie Bergmischwälder mit Fichten, Buchen, Tannen und Edellaubhölzern wie Bergahorn. In den höheren Lagen entlang der Grenze zu Österreich dominieren Lärchen-Fichtenwälder. Eine Besonderheit sind die hier vorkommenden Stechpalmen, die Höhen von bis zu 10 Metern und einen Durchmesser von etwa 15 cm erreichen können. Außerdem liegt auch das Naturschutzgebiet Östliche Chiemgauer Alpen im Schutzgebiet.